# Hattena
Hattena es un género  de ácaros perteneciente a la familia Ameroseiidae.

## Especies
Hattena Domrow, 1963
- Hattena clemmys Domrow, 1981
- Hattena cometis Domrow, 1979
- Hattena erosa Domrow, 1963
- Hattena floricola Halliday, 1997
- Hattena incisa Halliday, 1997
- Hattena panopla Domrow, 1966
- Hattena tonganus (D.C.M.Manson, 1974)